# Walter Rice
Walter Stephen Rice Barahona (El Progreso, Yoro, Honduras; 22 de diciembre de 1987) es un futbolista hondureño. Juega de delantero y su actual club es el Honduras Progreso de la Liga Nacional de Honduras.

## Selección nacional
Ha sido internacional con la Selección de fútbol de Honduras únicamente en categoría sub-20. Jugó un partido de la Copa Mundial Sub-20 de 2005, realizada en Países Bajos.

### Participaciones en Copas del Mundo
| Mundial                     | Sede         | Resultado      | Partidos | Goles |
| --------------------------- | ------------ | -------------- | -------- | ----- |
| Copa Mundial Sub-20 de 2005 | Países Bajos | Fase de grupos | 1        | 0     |

## Clubes
| Club              | País     | Año             |
| ----------------- | -------- | --------------- |
| Real España       | Honduras | 2005 - 2006     |
| Universidad       | Honduras | 2007            |
| Lenca             | Honduras | 2008 - 2009     |
| Honduras Progreso | Honduras | 2012 - 2013     |
| Yoro F.C.         | Honduras | 2014 - 2015     |
| Honduras Progreso | Honduras | 2015 - Presente |

## Palmarés

### Campeonatos nacionales
| Título          | Club              | País     | Año  |
| --------------- | ----------------- | -------- | ---- |
| Torneo Apertura | Honduras Progreso | Honduras | 2015 |